# 苯线磷
苯线磷（英語：fenamiphos，也称为克线磷）是一种有机磷酸酯杀虫剂和乙酰胆碱酯酶抑制剂。